# Trichiorhyssemus riparius
Trichiorhyssemus riparius är en skalbaggsart som beskrevs av Horn 1871. Trichiorhyssemus riparius ingår i släktet Trichiorhyssemus och familjen Aphodiidae. Inga underarter finns listade i Catalogue of Life.